# William Gordon (Politiker, 1763)
William Gordon (* 12. April 1763 in Boston, Province of Massachusetts Bay; † 8. Mai 1802 ebenda) war ein US-amerikanischer Politiker. Zwischen 1797 und 1800 vertrat er den Bundesstaat New Hampshire im US-Repräsentantenhaus.

## Werdegang
William Gordon besuchte bis 1779 das Harvard College, die spätere Harvard University. Nach einem Jurastudium und seiner im Jahr 1787 erfolgten Zulassung als Rechtsanwalt begann er in Amherst (New Hampshire) in seinem neuen Beruf zu praktizieren. Im Jahr 1793 wurde er Nachlassverwalter (Register of Probate). Gordon schloss sich der Föderalistischen Partei an und saß in den Jahren 1794 und 1795 im Senat von New Hampshire. Ab 1794 war er Bezirksstaatsanwalt im Hillsborough County.
Bei den Kongresswahlen des Jahres 1796, die staatsweit abgehalten wurden, wurde Gordon für das dritte Abgeordnetenmandat von New Hampshire in das US-Repräsentantenhaus gewählt. Dort trat er am 4. März 1797 die Nachfolge von John Samuel Sherburne an. Im Jahr 1798 wurde Gordon in seinem Mandat im Kongress bestätigt. Seine zweite Legislaturperiode wäre noch bis zum 3. März 1801 gelaufen. Gordon trat aber am 12. Juni 1800 zurück, nachdem er zum Attorney General von New Hampshire ernannt worden war. Sein Mandat fiel nach einer Nachwahl an Samuel Tenney. Im Kongress war er im Jahr 1798 am Amtsenthebungsverfahren gegen den US-Senator William Blount aus Tennessee beteiligt.
William Gordon bekleidete das Amt des Generalstaatsanwaltes bis zu seinem Tod am 8. Mai 1802 in Boston.